# Monumento a Luigi Carlo Farini
Il monumento a Luigi Carlo Farini è una statua di Ravenna.

## Storia
Venne scolpita dal ravennate Enrico Pazzi nel 1878 e venne eretta di fronte alla stazione ferroviaria di Ravenna. La notte del 4 settembre 1944 centinaia di bombe aeree alleate furono sganciate sulla città causando morte e distruzione; alcuni di questi ordigni caddero in prossimità della statua del Pazzi mandandola in frantumi. Si riuscì a recuperare, se pur danneggiata, la testa della statua che il capostazione Riccardo Lanzoni consegnò al Comune di Russi. Dopo cinquant'anni dalla sua distruzione, nel 1995 si costituì un Comitato per il restauro di opere risorgimentali che conferì incarico, allo scultore ravennate Gianantonio Bucci, di innalzare il monumento che oggi vediamo. Per questa operazione Bucci utilizzò il modello originale del Pazzi conservato nella tomba di famiglia dei Farini, così da realizzare una copia il più fedele possibile all'originale, modificandone solo alcuni particolari.
Pazzi, per la statua, aveva voluto privilegiare la reazione orgogliosa dello statista ritraendolo seduto "nel momento in cui ricevuta notizia dell'infausto trattato di Villafranca, l'animo suo si ribella alle dure condizioni imposte... Egli, infatti, ha fra le mani un foglio che lacera con moto sdegnoso come scattando dalla sedia sulla quale si trova", così descritto il giorno dell'inaugurazione.